# Тимчасовий Далекосхідній Український Крайовий Комітет
Тимчасовий Далекосхідній Український Крайовий Комітет — тимчасовий виконавчий орган українського руху на Далекому Сході в 1917 — 1918 роках.

## Варіанти назв
Комітет мав декілька варіантів схожих назв, що паралельно використовувалися в діловодстві:
- Тимчасовий Далекосхідній Український Комітет,
- Далекосхідній Український Виконавчий Комітет,
- Тимчасовий Український Далекосхідній Комітет,
- Далекосхідній Українській Комітет,
- Український Далекосхідній Комітет,
- Далекосхідній Український Крайовий Комітет,
- Український Крайовий Далекосхідній Комітет.

## Історія
Тимчасовий Далекосхідній Український Крайовий Комітет був обраний на Першому Українському Далекосхідному з'їзді в червні 1917 року для керівництва діяльністю місцевих українських організацій на період до скликання наступного з’їзду. Також новостворений комітет мав підготувати створення центральних українських органів на Зеленому Клині.   
До першого складу Комітету, який мав розпочати діяльність в Микольськ-Уссурійському, було обрано:  
- Онисим Ступак (голова);
- П. Василенко;
- М. Прокопець;
- I. Ігнатенко;
- О. Попович.

На Другому Українському  Далекосхідному з'їзді в Хабаровську в січні 1918 року було обрано новий склад Комітету:
- Г. Кириченко-Могила (голова);
- Г. Мелашич;
- В. Кушнаренко.

Склад мав підготувати статут Української Далекосхідної Крайової Ради. Обраний цим з’їздом Тимчасовий Комітет розпочав роботу з агітаційною  справою.  Члени  комітету  їздили  по  селах,  активно  агітуючи  підтримати  українську справу. Також вони займалися просвітленням українського селянства, поширюючи інформацію про український національний  рух.  
Тимчасовим Далекосхідним Українським Крайовим Комітетом було розпочато видання української газети «Нова Україна». Попри це, гострою проблемою  залишався брак коштів на його діяльність, через що для відрядження в  Україну делегата, обраного Другим Українським Далекосхідним з’їздом, Г. Мелашич вимушений був сам збирати кошти, як свою особисту позику.  
Комітет діяв до Третього Українського Далекосхідного з’їзду, в квітні 1918 року функції комітету перебрав на себе спеціально створений Український Далекосхідній Секретаріат.